# Paul Masterson
Paul Masterson is een Britse danceproducer en dj. On der het pseudoniem Yomanda scoorde Masterson, die oorspronkelijk uit Belfast komt, in 1998 een grote hit met het nummer Synth & strings, dat verscheen op het Britse dancelabel Manifesto. Hij heeft gewerkt als producer voor Kylie Minogue en samengewerkt met onder meer Fatboy Slim, Judge Jules en Boy George.
Mastersons solowerk onder het alter ego Yomanda bevat een aantal typische, terugkerende kenmerken. Zo zijn deze tracks zeer energiek. Dat komt vooral door het grote aantal loops dat hij in zijn tracks gebruikt. Daarnaast heeft hij een klein schala aan vaste samples dat hij in zijn tracks gebruikt en dat zijn stijl herkenbaar maakt. Een 'sfeergeluid' op de achtergrond dat gepaard gaat met een loop, het geluid van een tikker en een typische 'slash' zijn enkele van deze herkenbare samples. 
Het energieke van Mastersons sound komt extra tot uiting in de videoclip van Synth & strings, waarin majorettes marcheren op de beats van het desbetreffende nummer.
Daarnaast verschenen verschillende tracks en remixes, waaronder de wereldwijde hit 'You're free'.

## Hitlijsten
| Single met eventuele hitnotering(en) in de Nederlandse Top 40 | Datum van verschijnen | Datum van binnenkomst | Hoogste positie | Aantal weken | Opmerkingen             |
| ------------------------------------------------------------- | --------------------- | --------------------- | --------------- | ------------ | ----------------------- |
| Synth & Strings                                               | 1999                  |                       | tip5            |              | Dancesmash op Radio 538 |

## Trivia
- Synth & strings bevat een sample van de track Dance yourself dizzy van Liquid Gold.
- Het nummer Sunshine werd gebruikt in de film Kevin and Perry Go Large.